# Widlik zaostrzony

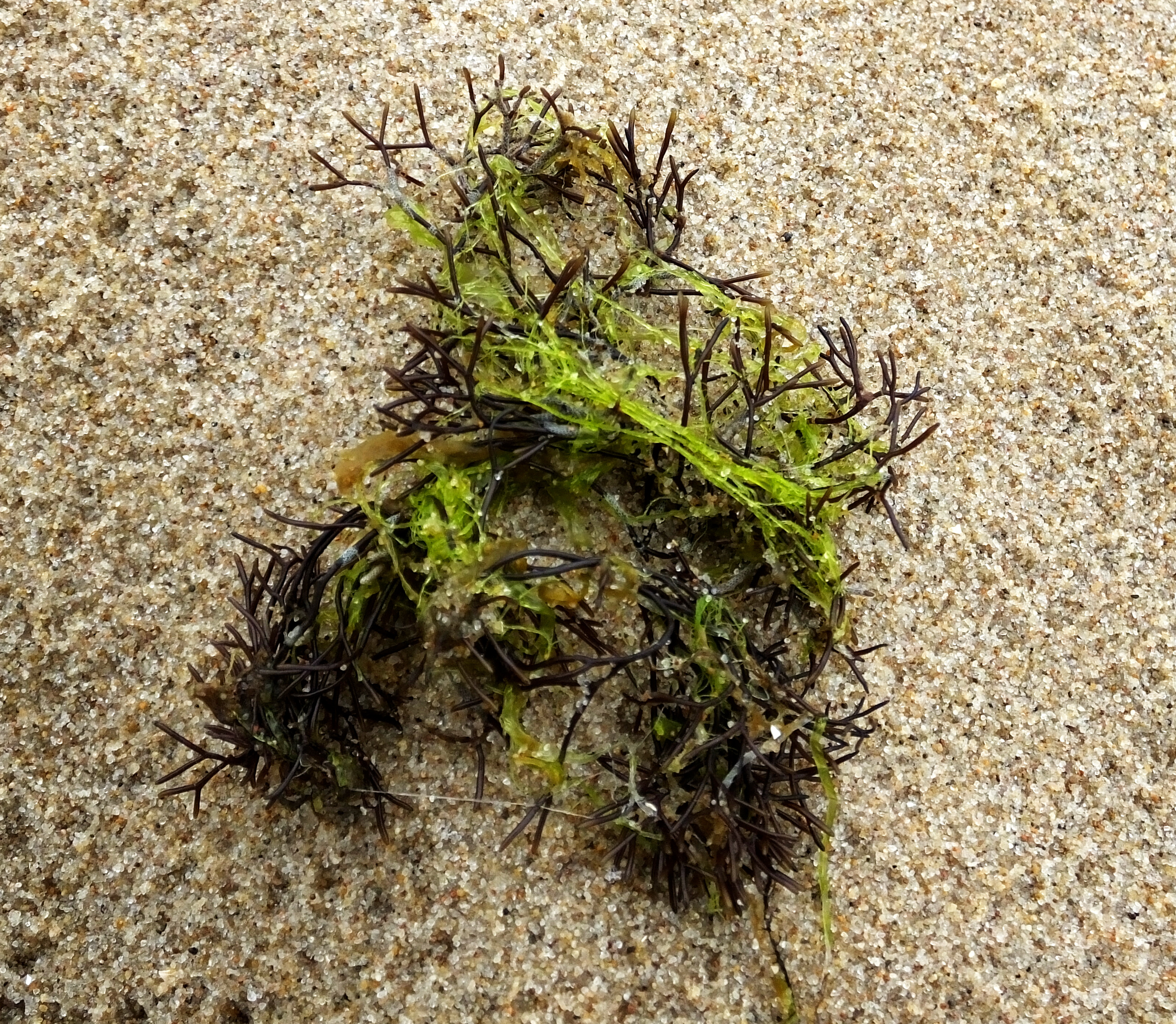
Widlik zaostrzony wyrzucony na brzeg Zatoki Gdańskiej splątany z taśmą

Widlik zaostrzony (Furcellaria lumbricalis) – gatunek morskiego krasnorostu tworzącego w optymalnych warunkach łąki wodorostów głównie porastających kamienie zanurzone w głębszej wodzie. Jeden z dwóch gatunków rodzaju Furcellaria. Jednym z najpopularniejszych synonimów szeroko stosowanym w XX wieku była nazwa Furcellaria fastigiata (Turner) J.V. Lamouroux 1813. Przedstawiciele tego gatunku występują w formie zakotwiczonej do podłoża oraz wolnopływającej określanej jako Furcellaria lumbricalis asf. aegagropila. Ze względu na zastosowanie przemysłowe roślinę określa się nazwami handlowymi uzyskiwanych z niej produktów, takimi jak danagar, agar-agar, bałtycki/duński agar, czarny karagen itp.

## Morfologia
Nieduży makroglon. Plecha cylindryczna, liściasta, chrząstkowata, rozwidlająca się wielokrotnie. Na szczytach zaostrzona. Ma średnicę do 2 mm i długość do 30 cm. Czarniawobrązowa – w stanie świeżym czerwonobrunatna, czerniejąca przy wysychaniu. Wieloosiowa ze rdzeniem zbudowanym z walcowatych komórek i okorowaniem z nieregularnych nici, przy czym wewnętrzne komórki są  eliptyczne, a zewnętrzne wąskie i wydłużone. Do podłoża przyczepia się licznymi, rozgałęzionymi chwytnikami wyrastającymi ze rdzenia, choć występują też formy pływające, opisywane jako Furcellaria fastigiata f. aegagropila. Plemnie na subapikalnych sori. Szypułki karpogonialne 3-5-komórkowe. Tetrasporofity izomorficzne, choć trochę większe od gametofitów, rozpadają się po uwolnieniu spor. Śluzy widlika określane zbiorczo jako furcellaryna są podobne do karageniny, z tym, że tworzące je polisacharydy są bardziej rozgałęzione i zawierają ponadto pentozy.

### Gatunki podobne
Do widlika stosunkowo podobna jest Polyides rotunda. Jest ona szerzej, tj. wachlarzowato, rozgałęziona, a pod światło prześwituje czerwoną barwą, podczas gdy widlik przybiera bardziej brązowy kolor. Ponadto jej chwytniki są dyskowate, a widlika podobne do korzeni.

## Biologia
Gatunek wieloletni, żyjący 5–10 lat (za długość trwania pokolenia przyjmuje się 4–6 lat). Gametofity są dwupienne. Najszybszy wzrost obserwuje się w marcu i kwietniu. W styczniu są wytwarzane zarodniki, co kończy się rozpadem fylloidu, który odrasta wiosną. Rozmnażanie płciowe również zimą. W Bałtyku najczęstszą formą rozmnażania jest fragmentacja plechy, a oderwane fragmenty mogą ponownie przyczepić się do podłoża. Widlik dla swojego rozwoju wytwarza cytokininy, stwierdzono też, że jego wzrost stymuluje podawanie egzogennego GA3 i kinetyny. Cytokininy wykryto również w wodzie z akwenu zasiedlanego m.in. przez widlika.

## Ekologia i występowanie
Gatunek morski, znoszący niskie zasolenie (powyżej 3 psu). Dość powszechny na półkuli północnej. Stwierdzono jego występowanie w większej części Europy (od wybrzeży Morza Śródziemnego po wybrzeża Spitsbergenu), także w Azji (wybrzeża Turcji, ale również od Morza Arabskiego z przerwami po Japonię). Stąd określany jako krasnorost północny Oceanu Atlantyckiego. Występuje przy brzegach większości obszaru Morza Bałtyckiego, z wyłączeniem północnego krańca. W morzu tym historycznie tworzył łąki w sublitoralu na głębokości od 3 do 30 m (przeważnie 8–12 m). Na skutek zanieczyszczenia i zmniejszenia przejrzystości wody zakres ten zmienił się na od 1–2 m do 8–10 m głębokości, przy czym w zachodnim Bałtyku to głównie 3–5 m, a we wschodnim – 3–9 m głębokości. Wokół Wysp Brytyjskich zasięg jest podobny, zwykle do 10 m głębokości. W tamtym regionie rzadziej występuje na wschodnich wybrzeżach Irlandii i Anglii. Łąki widlika tworzą warstwę poniżej łąk morszczynu pęcherzykowatego, choć ich pasy częściowo się mieszają. W wielu miejscach Bałtyku tworzy skupiska jednogatunkowe, gdyż dla innych gatunków wieloletnich krasnorostów jest tam zbyt niskie zasolenie. Postać zakotwiczona, tworząca łąki, związana jest z podłożem kamienistym. Postać niezakotwiczona wchodzi w skład wielogatunkowych mat w wodach zatok, estuariów i zalewów o podłożu od piaszczystego po muliste. Związana jest z podwodnymi łąkami morskich wodorostów naczyniowych (tworzonych przez gatunki takie jak zostera morska czy rdestnica grzebieniasta) czy morskimi łąkami ramienicowymi. Zespoły współtworzone przez widlika są siedliskiem dla bezkręgowców i miejscem tarła. Widlik jednocześnie konkuruje z omułkiem jadalnym o podłoże do osadzenia się.

### Fitosocjologia
W literaturze fitosocjologicznej wyróżniany jest słabo opisany zespół roślinności Zostero-Furcellarietum Kornaś 1959, czyli zespół zostery morskiej i widlika. Przynajmniej do początków XXI w. było to jedyne zdefiniowane zbiorowisko z klasy Zosteretea marinae w Polsce. Wyróżniany jest też zespół widlika i morszczyna – Fuceto-Furcellarietum (na terenie Polski uznany za wymarły). 

## Zastosowanie
Plechy wykorzystywane są w przemyśle spożywczym pod nazwą danagar. Jest surowcem w produkcji karagenu. Eksploatowane są głównie pływające maty widlika metodą trałowania, w połowie XX w. planowano również eksploatację zachodniobałtyckich łąk widlika. Głównymi ośrodkami jego eksploatacji były Dania i Kanada, choć na mniejszą skalę pozyskuje się go też w innych regionach. Od pewnego czasu zasoby duńskie są przeeksploatowane, a Dania stała się importerem karagenu. 

## Zagrożenia i ochrona
Gatunek zasadniczo uznawany za pospolity. Również w skali Morza Bałtyckiego w 2013 r. Komisja Helsińska przypisała mu status gatunku najmniejszej troski, choć we wcześniejszych opracowaniach tej samej instytucji uznawano go za gatunek zagrożony. Niemniej, o ile populacja w północnym Bałtyku określana jest jako stabilna, o tyle na południowych wybrzeżach (tj. w Niemczech i Polsce) stwierdzono jej spadek. Zauważalny spadek liczebności widlika w zachodniej części Morza Bałtyckiego miał miejsce w latach 70. i 80. XX w. Odpowiedzialna za to jest eutrofizacja wody skutkująca obniżeniem jej przejrzystości oraz niszczenie siedlisk w trakcie połowów rybackich. W późniejszym okresie brak było wyraźnych trendów zmian liczebności. W niektórych regionach za spadek liczebności odpowiedzialne jest pozyskiwanie przemysłowe samego widlika; częściowo tak tłumaczony jest jego zanik w Zatoce Puckiej. W zachodnim Bałtyku zbiorowiska widlika są w związku z tym zastępowane przez inne gatunki wieloletnich krasnorostów (Coccotylus truncatus, Delesseria sanguinea czy Phycodrys  rubens) lub przez jednoroczne glony nitkowate. W Polsce objęty ochroną gatunkową od 2004 r. (jako jeden z dwóch pierwszych gatunków krasnorostów, a w ogóle jeden z nielicznych glonów spoza grupy ramienic), a później doprecyzowano, że gospodarka rybacka nie może być uzasadnieniem do odstępstwa od zakazów ochronnych. W krajach, gdzie jest pozyskiwany przemysłowo, pozyskiwanie jest monitorowane i podlega odpowiednim regulacjom.

### Natura 2000
Sam widlik nie jest gatunkiem bezpośrednio chronionym na mocy dyrektywy siedliskowej, jednak jest wymieniany jako gatunek typowy dla siedlisk przyrodniczych: 1110 – piaszczyste ławice podmorskie, 1160 – duże i płytkie zatoki, 1170 – skaliste i kamieniste dno morskie (rafy).